# Тешнер, Рудольф
Рудольф Тешнер (нем. Rudolf Teschner; 16 февраля 1922, Потсдам — 23 июля 2006, Берлин) — немецкий шахматист; почётный гроссмейстер (1992). Шахматный литератор, издатель-редактор журнала «Deutsche Schachzeitung» (1950—1988). 

## Шахматная карьера
Победитель общегерманского чемпионата (1951).
Лучшие результаты в международных турнирах: Целле (1948) — 2-3-е; Травемюнде (1951) — 4-5-е; Саутси (1951) — 3-6-е; Базель (1952) — 4-е; Гастингс (1953/1954) — 4-7-е; Гамбург (1955) — 4-5-е; Рига (1959) — 5-7-е; Реджо-нель-Эмилия (1963/1964 и 1964/1965) — 1-е; Монте-Карло (1967) — 1-2-е; Бамберг (1968) — 4-5-е места.
Участник зональных (Вагенинген, 1957, — 8-е; Бергендал, 1960, — 2-3-е места) и межзонального (Стокгольм, 1962, — 21-е место) турниров, Олимпиад 1952 и 1956, командных чемпионатов Европы, матча СССР — ФРГ (1960).
Автор многих шахматных книг, учебников, сборников партий и так далее.

## Книги
- Schachmeisterpartien. 1960—1980, [Bd 1 — 4], Stuttgart, 1966—83;
- Schacheröffnungen. Der kleine Bilguer, 6 Aufl., West В., 1981 (соавтор).

## Изменения рейтинга
| Графики недоступны из-за технических проблем. См. информацию на Фабрикаторе и на mediawiki.org. |